# Gru na super tajnom zadatku
Gru na super tajnom zadatku (eng. Despicable Me 2) je američki računalno-animirani film iz 2013. godine studija Illumination Entertainment i nastavak animiranoga hita, Kako je Gru ukrao mjesec, iz 2010. godine. Redatelji filma su Chris Renaud i Pierre Coffin, distributerska kuća je Universal Pictures. Premijera filma bila je 3. srpnja 2013. godine u SAD-u. Godine 2013. film je ponovno reproduciran u Digital 3D-u zajedno s izvornim filmom, a 2017. objavljen je i treći nastavak.

## Radnja
Gru, bivši super zlikovac, pridružuje se skupini heroja koji su zaduženi za zaštitu čovječanstva. Ovoga puta herojima probleme zadava tajanstveni novi zlikovac, Eduardo, i jedini koji ga može zaustaviti je Gru. Zajedno sa svojim vjernim asistentom, Dr. Nefariom; čoporom smušenih žutih pomoćnika i trima usvojenim kćerima Gru su upušta u misiju spašavanja svijeta. O FILMU Chris Renaud, jedan od redatelja, objasnio je zašto su radili nastavak: "U prvom smo filmu zavoljeli super negativca. Htio je ukrasti Mjesec. Uz njega su bili Minioni, dr. Nefario, cijeli tim i njegov laboratorij. I on je uživao u tome. No, kad odluči sve to napustiti - jer tako je najbolje za njegovu obitelj, kako se onda sad osjeća i što će sljedeće učiniti? Morali smo imati logičnu priču koju su ti likovi bili predodređeni ispričati. U što se pretvara Gru? U što se pretvaraju Minioni? Ovo je priča o proširenju te obitelji."

## Glavne uloge
- Steve Carell - Gru
- Kristen Wiig - Lucy Wilde
- Benjamin Bratt - Eduardo Pérez / El Macho
- Miranda Cosgrove - Margo
- Dana Gaier - Edith
- Elsie Fisher - Agnes
- Russell Brand - Dr. Nefario
- Steve Coogan - Silas Ramsbottom
- Ken Jeong - Floyd Eaglesan
- Moisés Arias - Antonio Pérez
- Nasim Pedrad - Jillian
- Kristen Schaal - Shannon
- Pierre Coffin - Kevin
- Chris Renaud - Malci
- Vanessa Bayer - Flight
- Nickolai Stoilov - Arctic Lab

## Hrvatska sinkronizacija
| Ime                    | Engleska inačica | Hrvatska inačica      |
| ---------------------- | ---------------- | --------------------- |
| Gru                    | Steve Carell     | Rene Bitorajac        |
| Lucy Wilde             | Kristen Wiig     | Hana Hegedušić        |
| Anja                   | Elsie Fisher     | Ivett Biškić          |
| Mara                   | Miranda Cosgrove | Ana Biškić            |
| Eduardo Perez/El Macho | Benjamin Bratt   | Ivica Zadro           |
| Silvije Jaroguzić      | Steve Coogan     | Aleksandar Cvjetković |
| Dr. Nefario            | Russell Brand    | Alen Šalinović        |
| Edita                  | Dana Gaier       | Melanie Pudić         |

### Ostali glasovi
- Filip Križan
- Jasna Palić-Picukarić
- Mila Elegović
- Siniša Galović
- Mima Karaula
- Martina Kapitan Bregović
- Lea Bulić
- Božidar Peričić
- Dragan Peka
- Goran Pirš
- Nada Abrus
- Tanja Biškić

### Sinkronizacija
- Sinkronizacija: Duplicato Media d.o.o.
- Redateljica dijaloga: Ivana Vlkov Wagner
- Prijevod i adaptacija: Kristina Elez

## Unutarnje poveznice
- Illumination Entertainment
- Universal Pictures

## Vanjske poveznice
- Gru na super tajnom zadatku u internetskoj bazi filmova IMDb-a (engl.)
- Gru na super tajnom zadatku na Rotten Tomatoes (engl.)